# Emma Thomas
Pour les articles homonymes, voir Thomas.
Dame Emma Thomas, née le 9 décembre 1971 à Londres (Angleterre, Royaume-Uni), est une productrice britannique.

## Biographie
Elle a étudié à l'University College de Londres en 1995 où elle rencontre Christopher Nolan avec qui elle se marie en 1997. Sa carrière a débuté en 1997 et elle a produit la quasi-totalité des films de Nolan, comme Memento ou Batman Begins, au travers la société de production Syncopy, qu'elle a fondée avec son époux,. Ils ont ensemble quatre enfants prénommés Magnus, Oliver, Flora et Rory.
Outre son travail de production, Emma Thomas a été superviseur entre les années 1980 et 1990. Elle a par exemple été assistante du réalisateur Stephen Frears sur la comédie High Fidelity,.
En 2023, Christopher Nolan réalise Oppenheimer, un biopic de la vie de Robert Oppenheimer, de nouveau produit par Emma Thomas. Après des années de nominations infructueuses, Thomas remporte plusieurs prix majeurs, dont l'Oscar du meilleur film en tant que productrice.
Le 18 décembre 2024, le Roi Charles III l'anobli elle et son époux Christopher Nolan. Ils obtiennent donc tous les deux respectivement des titres de Dame et de Sir.

## Filmographie
| Année | Film                                     | Fonction              | Réalisateur                                                           | Budget        |
| ----- | ---------------------------------------- | --------------------- | --------------------------------------------------------------------- | ------------- |
| 1997  | Doodlebug (court-métrage)                | Productrice           | Christopher Nolan                                                     | 1 000 $       |
| 1998  | Le suiveur                               | Productrice, actrice  | Christopher Nolan                                                     | 6 000 $       |
| 2000  | Memento                                  | Productrice associée  | Christopher Nolan                                                     | 9 000 000 $   |
| 2002  | Insomnia                                 | Coproductrice         | Christopher Nolan                                                     | 46 000 000 $  |
| 2005  | Batman Begins                            | Productrice           | Christopher Nolan                                                     | 150 000 000 $ |
| 2006  | Le Prestige                              | Productrice           | Christopher Nolan                                                     | 40 000 000 $  |
| 2008  | Batman: Gotham Knight                    | Productrice exécutive | Toshiyuki Kubooka Shoujirou Nishimi Futoshi Higashide Hiroshi Morioka | 3 500 000 $   |
| 2008  | The Dark Knight                          | Productrice           | Christopher Nolan                                                     | 185 000 000 $ |
| 2010  | Inception                                | Productrice           | Christopher Nolan                                                     | 160 000 000 $ |
| 2012  | The Dark Knight Rises                    | Productrice           | Christopher Nolan                                                     | 230 000 000 $ |
| 2013  | Man of Steel                             | Productrice           | Zack Snyder                                                           | 225 000 000 $ |
| 2014  | Transcendence                            | Productrice exécutive | Wally Pfister                                                         | 100 000 000 $ |
| 2014  | Interstellar                             | Productrice           | Christopher Nolan                                                     | 165 000 000 $ |
| 2016  | Batman v Superman : L'Aube de la justice | Productrice exécutive | Zack Snyder                                                           | 250 000 000 $ |
| 2017  | Dunkerque                                | Productrice           | Christopher Nolan                                                     | 100 000 000 $ |
| 2020  | Tenet                                    | Productrice           | Christopher Nolan                                                     | 200 000 000 $ |
| 2023  | Oppenheimer                              | Productrice           | Christopher Nolan                                                     | 100 000 000 $ |

## Distinctions

### Récompenses
- BAFTA 2024 : Meilleur film pour Oppenheimer
- Golden Globes 2024 : Meilleur film dramatique pour Oppenheimer
- Oscars 2024 : Meilleur film pour Oppenheimer

## Articles connexes

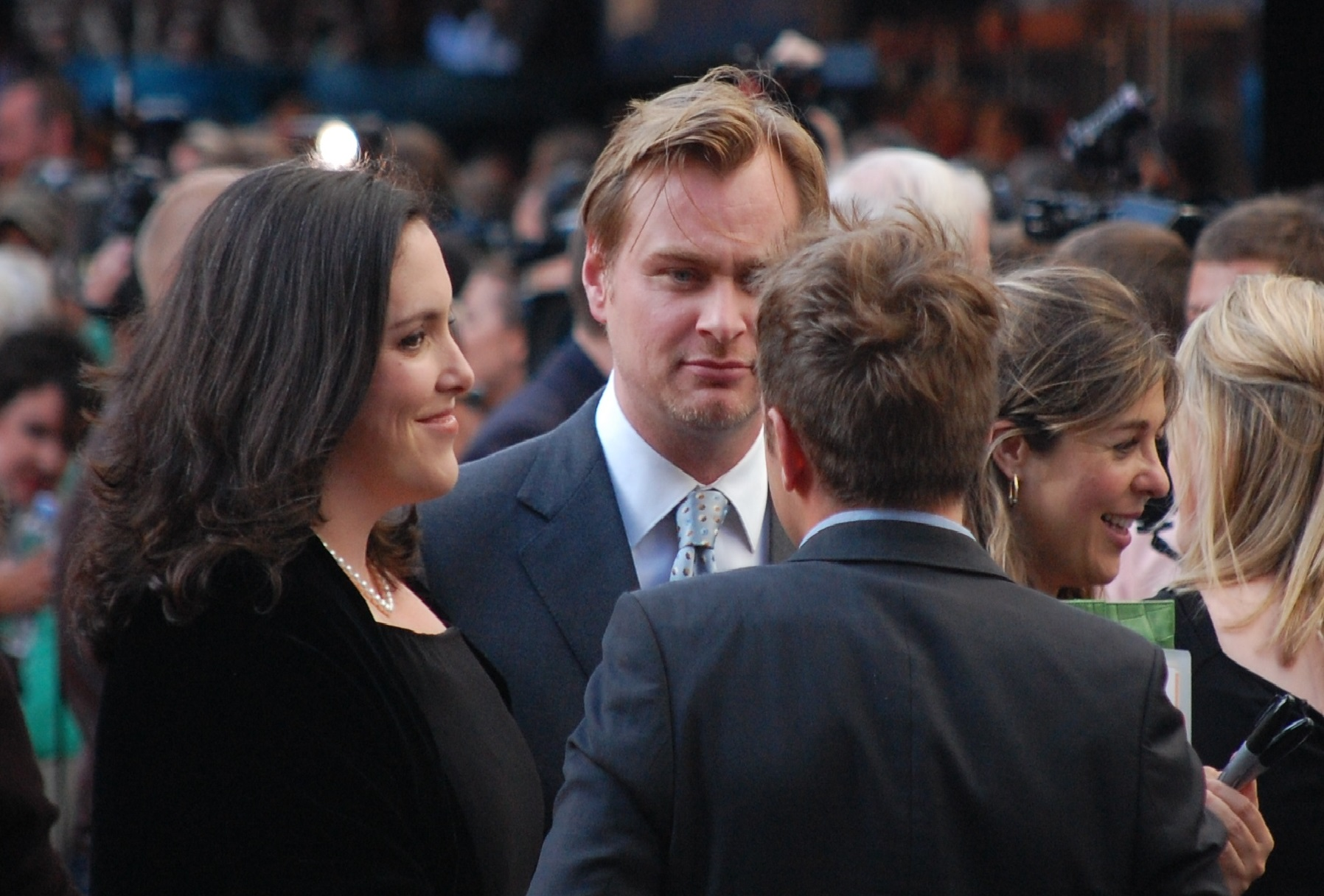
Avec son époux Christopher Nolan, à la première de The Dark Knight, en juillet 2008.

### Nominations
- PGA Awards 2009 : Meilleur productrice de film pour The Dark Knight : Le Chevalier noir
- BAFTA 2011 : Meilleur film pour Inception
- Golden Globes 2011 : Meilleur film dramatique pour Inception
- Oscars 2011 : Meilleur film pour Inception
- PGA Awards 2011 : Meilleur productrice de film pour Inception
- BAFTA 2018 : Meilleur film pour Dunkerque
- Golden Globes 2018 : Meilleur film dramatique pour Dunkerque
- Oscars 2018 : Meilleur film pour Dunkerque
- PGA Awards 2018 : Meilleur productrice de film pour Dunkerque
- Golden Globes 2024 : Meilleure performance au box-office pour Oppenheimer

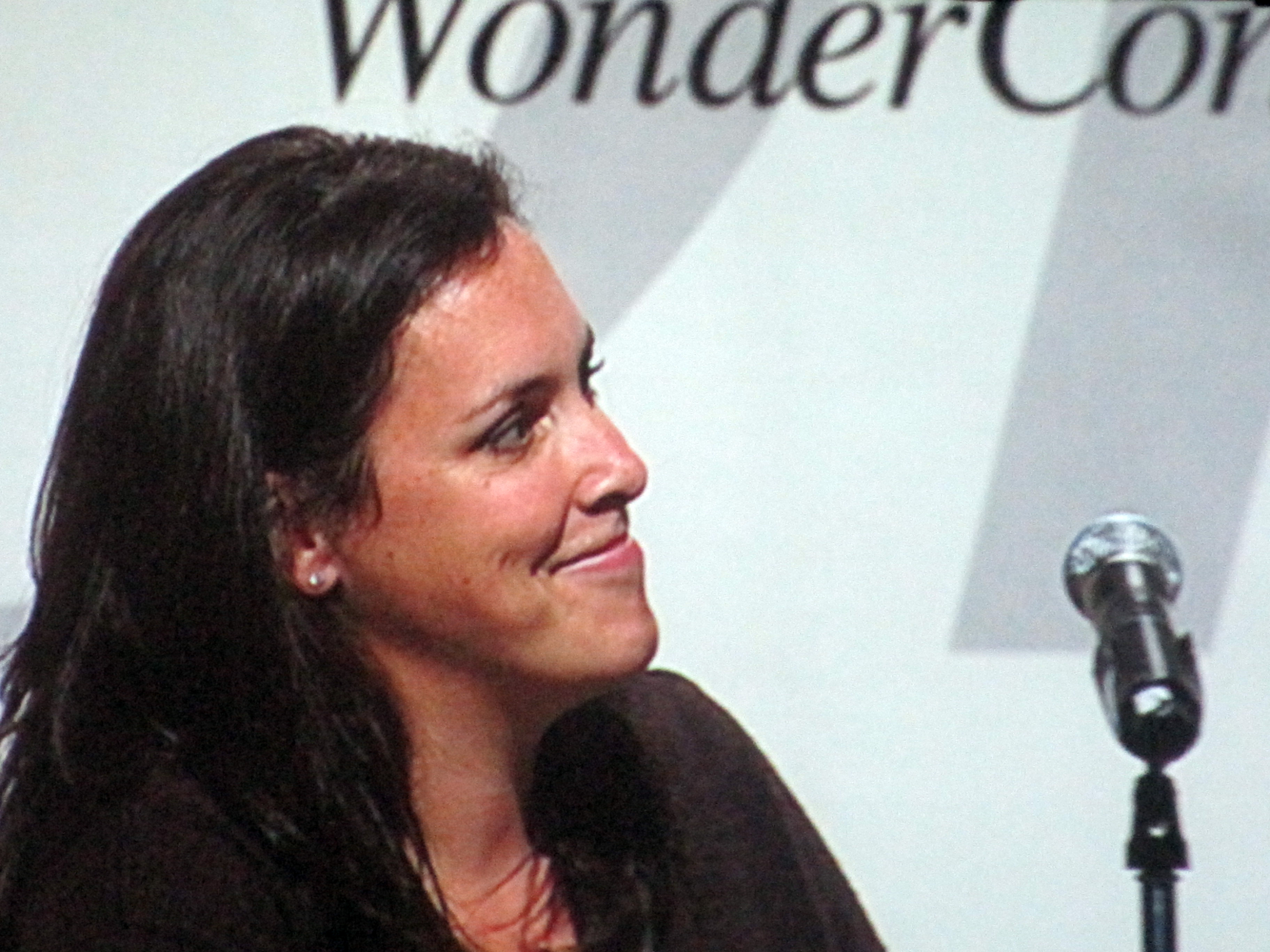
Emma Thomas à la WonderCon en 2010.